# 莫莱 (默兹省)
莫莱（法語：Morley，法語發音：[mɔʁlɛ]）是法国默兹省的一个市镇，属于巴勒迪克区。

## 地理
莫莱（48°34'43"N, 5°14'49"E）面积24.75 平方千米，位于法国大東部大區默兹省，该省份为法国西北部内陆省份，北与比利时接壤，西接马恩省和阿登省，南至上马恩省和孚日省，东临默尔特-摩泽尔省。
与莫莱接壤的市镇（或旧市镇、城区）包括：舍维永、布罗维利耶、库韦尔皮、索河畔达马里、埃维利耶、佩尔图瓦地区瑞维尼、索河畔蒙捷。
莫莱的时区为UTC+01:00、UTC+02:00（夏令时）。

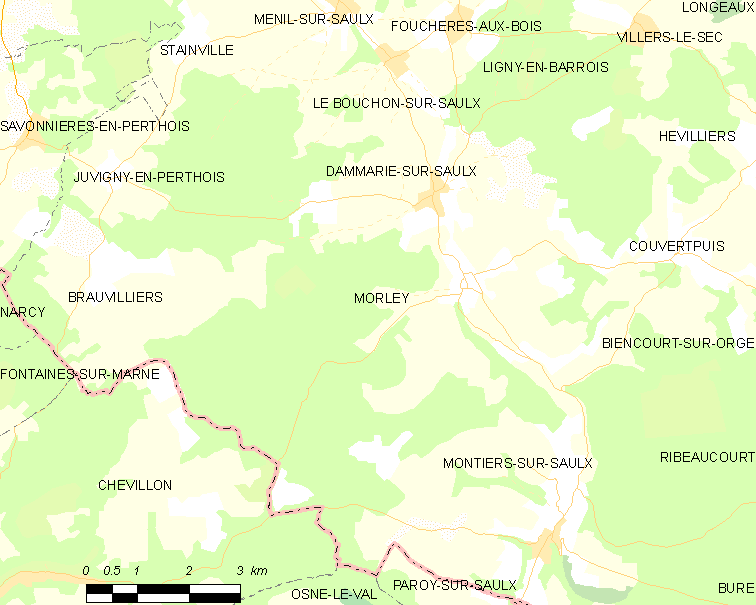
莫莱的OSM定位图

## 行政
莫莱的邮政编码为55290，INSEE市镇编码为55359。

## 政治
莫莱所属的省级选区为利尼昂巴鲁瓦县。

## 人口

1962-2008年间莫莱人口变化图示

莫莱于2022年1月1日时的人口数量为207人。